# يس هيغ
يس هيغ (بالدنماركية: Jes Høgh)‏ (مواليد 7 مايو 1966) هو لاعب كرة قدم. يلعب مع منتخب الدنمارك لكرة القدم. سبق له أن لعب في كأس العالم لكرة القدم مع منتخب بلاده.

## روابط خارجية
- يس هيغ على موقع الاتحاد الدولي (مؤرشف)  (الإنجليزية)
- يس هيغ على موقع اتحاد تركيا (لاعب) (الإنجليزية)
- يس هيغ على موقع قاعدة بيانات كرة القدم.إي يو (الإنجليزية)
- يس هيغ على موقع ناشيونال فوتبول تيمز (الإنجليزية)
- يس هيغ على موقع Soccerbase.com (لاعب) (الإنجليزية)
- يس هيغ على موقع Soccerway.com (الإنجليزية)
- يس هيغ على موقع عالم كرة القدم.نت (الإنجليزية)